# Club Atlético Gualeguay Central
El Club Atlético Gualeguay Central localmente conocido como Gualeguay Central o simplemente Central, es una institución social y deportiva argentina de la localidad de Gualeguay, Entre Ríos. Fue fundado el 11 de septiembre de 1919 y actualmente milita en la Liga Departamental de Fútbol de Gualeguay. Es el equipo más ganador de la ciudad con 36 títulos, sumando torneos locales y provinciales.

## Historia
Era el 11 de septiembre de 1919.
cuando un grupo de aficionados al fútbol, reunidos una noche en el café y bar de don Juan Detomassi, resolvieron fundar un club para practicar deportes, principalmente el popular balompié.

## Disciplinas
Gualeguay Central cuenta con una amplía distribución de disciplinas deportivas.
Su actividad principal es el fútbol, pero también cuenta con Tenis, Pádel, Rugby, Vóley, Patín Artístico, Taekwondo, Natación, Zumba y Gimnasia Artística.